# Jesús Esperanza
Jesús Esperanza Salcedo (Getafe, 16 marzo 1948) è un ex ciclista su strada spagnolo.

## Carriera
Professionista dal 1971 al 1975, ottenne solamente due vittorie in corse minori del calendario spagnolo.
I suoi maggiori risultati furono i podi conseguiti alla Vuelta al País Vasco 1972, dietro ai connazionali José Antonio González Linares e Jesús Manzaneque, e il quinto posto al Campionato nazionale spagnolo nel 1975.
Nel corso della sua pur breve carriera prese parte a due edizioni della Vuelta a España e ad altrettante del Tour de France.

## Palmares
- 1972 (La Casera, una vittoria)

Criterium europeo de montaña (corsa in salita)
- 1973 (La Casera, una vittoria)

Circuito de Pascuas

## Piazzamenti

### Grandi Giri
- Tour de France

1973: 54º
1974: ritirato (alla 11ª tappa)
- Vuelta a España:

1971: ritirato (alla ?ª tappa)
1972: 33º